# Reino de Comagene

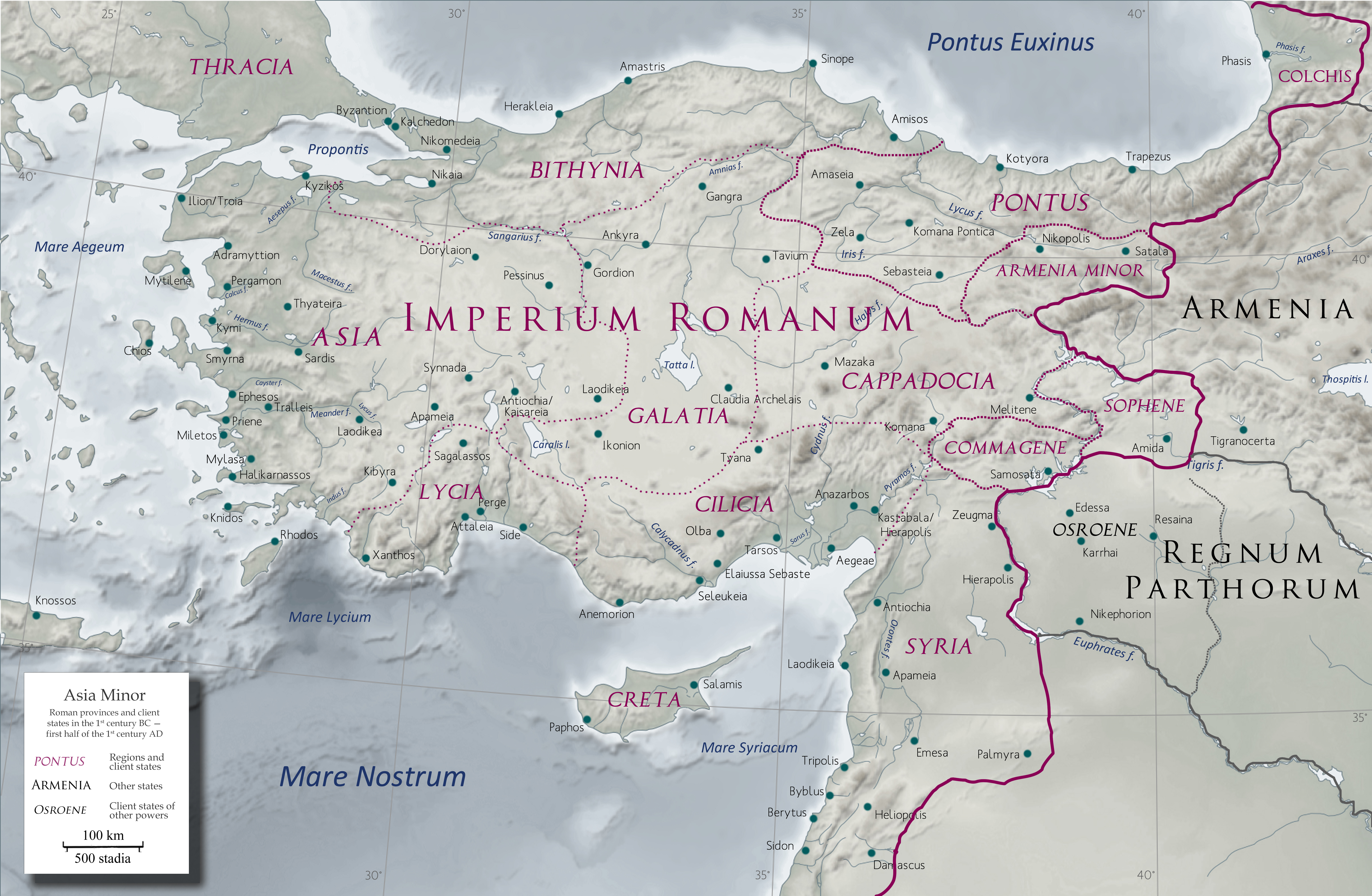
Anatolia a principios del con Commagene como un estado cliente romano

El reino de Comagene (en griego antiguo: Βασίλειον τῆς Kομμαγηνῆς; armenio clásico: Կոմմագէնեայ թագաւորութիւն; transcripción: kommagēneay t‘agaworowt‘iwn;  pronunciación en armenio: [kommage:neˈa tʰagaworuˈtʰiwn]; en armenio: Կոմմագենեի թագավորություն; pronunciación en armenio: [kommagɛnɛˈi tʰagavorutʰˈjun]) fue un antiguo reino armenio del período helenístico.
Ubicado en y alrededor de la antigua ciudad de Samósata, que fue su capital. El nombre de la Edad del Hierro de Samosata, Kummuh, probablemente le da su nombre a Comagene. Comagene se caracterizó por ser un "estado amortiguador" entre Armenia, Partia, Siria y Roma; culturalmente, parece haber sido una mezcla de las culturas de estos estados. 
Los reyes del reino de Comagene reivindicaron su descendencia de Orontes I, teniendo a Darío I de Persia como su antepasado, por su matrimonio con Rodogoune, hija de Artajerjes II que tenía un ascendiente familiar del rey Darío I. El territorio de Comagene se corresponde aproximadamente con las provincias turcas actuales de Adiyaman y Antep. 
Poco se sabe de la región de Comagene antes del comienzo del siglo II antes de Cristo. Sin embargo, parece que Comagene formó parte de un estado más grande que también incluía el reino de Sofene. Esta situación duró hasta el 163 AC, cuando el sátrapa local, Ptolomeo de Comagene, se estableció como gobernante independiente después de la muerte del rey  Seleucida, Antíoco IV Epífanes. El Reino de Comagene mantuvo su independencia hasta el año 17 dC, cuando fue convertida en una provincia romana por el emperador Tiberio. Reemergió como un reino independiente cuando Antíoco IV de Comagene fue reintegrado al trono por orden de Calígula, luego privado del reinado por ese mismo emperador, y luego un par de años más tarde fue restaurado por su sucesor, Claudio. El estado reemergente duró hasta el año 72 dC, cuando el emperador Vespasiano final y definitivamente lo incluyó como parte del Imperio Romano.

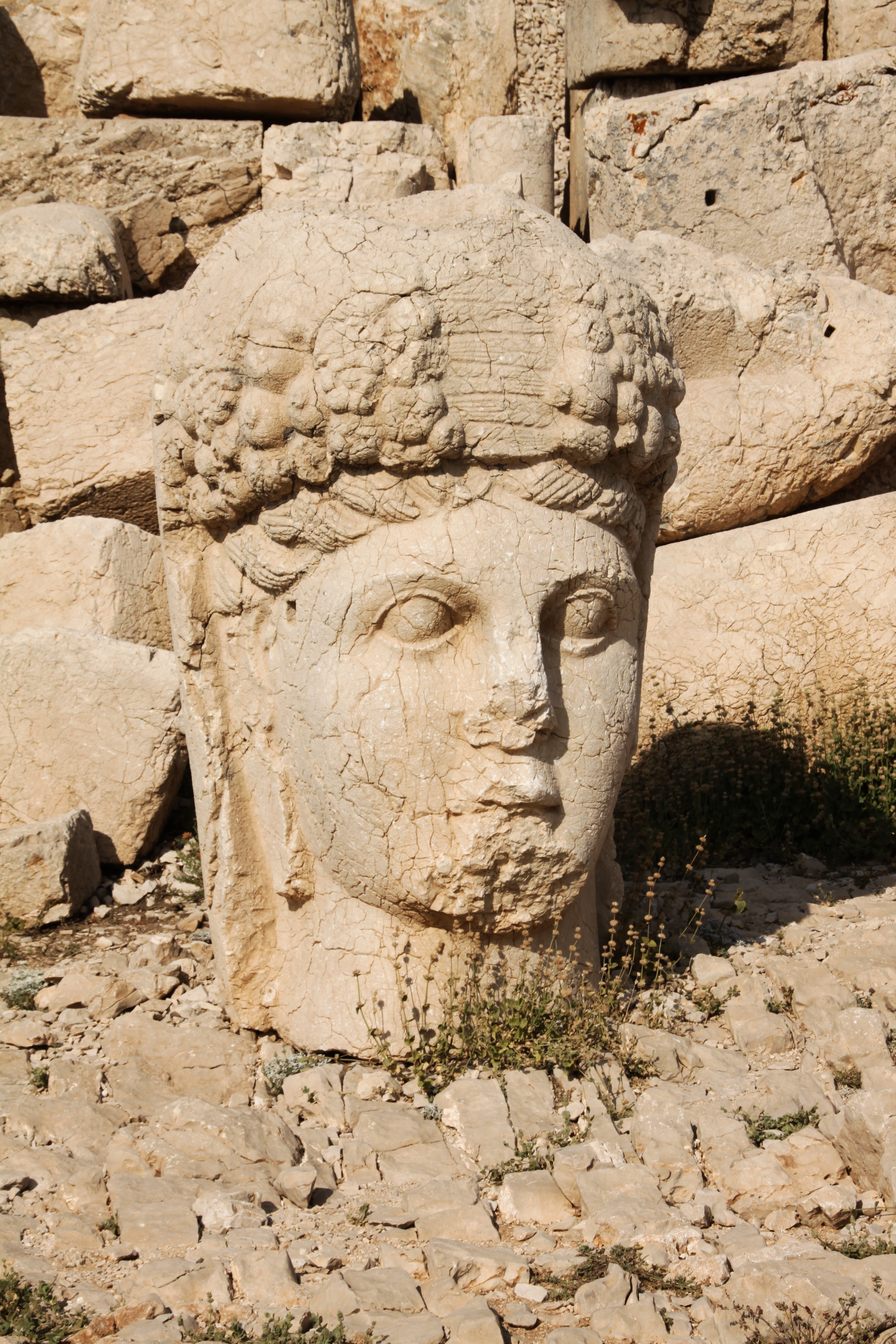
Monumental cabeza de la diosa Comagene desde el Monte Nemrut

Uno de los restos visibles más duraderos del reino es el sitio arqueológico en el Monte Nemrut, un santuario dedicado por el rey Antíoco Teos a una serie de deidades sincretistas greco-iraníes, así como a él mismo y a la tierra deificada de Comagene. Ahora es un sitio del patrimonio mundial.

## Identidad cultural

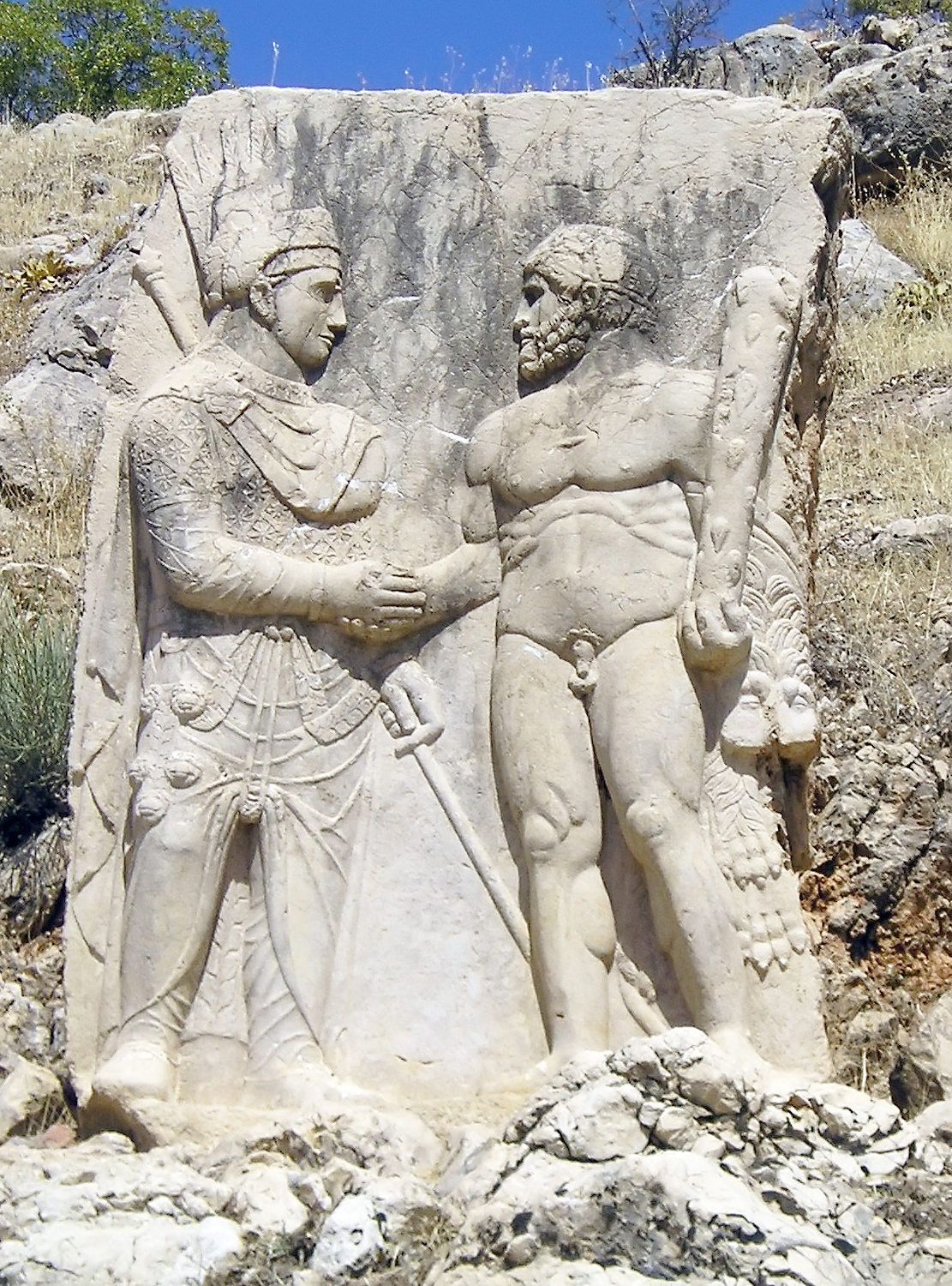
Antíoco I de Comagene, estrechando la mano de Hércules.

La identidad cultural del Reino de Comagene ha sido caracterizada de diversas maneras. Pierre Merlat sugiere que la ciudad comageniana de Doliche, al igual que otras próximas, estaban "mitad iranianizadas y mitad helenizadas". David M. Lang describe a Comagene como "un antiguo reino satélite armenio", mientras que Blömer y Winter lo llaman "reino helenístico". Frank McLynn lo denomina "un pequeño reino armenio helenizado en el sur de Anatolia". Aunque sugiere que se podría haber hablado allí un dialecto local del arameo,  Fergus Millar considera que, "En algunas partes de la región del Éufrates, como Comagene, no hay nada que se acerque a una cultura local. " 
Si bien el lenguaje utilizado en los monumentos públicos era típicamente griego, los gobernantes de Comagene no ocultaron sus afinidades persas y armenias. Los reyes de Comagene afirmaron ser descendientes de la dinastía Oróntida y, por lo tanto, habrían estado relacionados con la familia que fundó el reino de Armenia; Sin embargo, la exactitud de estas afirmaciones es incierta. En el santuario de Antíoco Teos en el monte Nemrut, el rey erigió estatuas monumentales de deidades con nombres mixtos griegos e iraníes, como Zeus - Oromasdes, mientras celebraba su propia ascendencia de las familias reales de Persia y Armenia con una inscripción en lengua griega. En el transcurso de los primeros siglos aC y dC, los nombres escritos en una tumba en Sofraz Köy muestran una mezcla de "nombres dinásticos helenísticos típicos con una introducción temprana de nombres personales latinos". Lang señala la vitalidad de la cultura grecorromana en Comagene.
Si bien se conocen pocas cosas con certeza sobre sus orígenes, el poeta griego del siglo II, Luciano de Samósata, afirmó haber nacido en el antiguo reino de Comagene, en Samósata, y se describió a sí mismo en una obra satírica como "un asirio". A pesar de haber escrito mucho después de la conquista romana, Luciano afirmó que "todavía era bárbaro en el habla y casi llevaba una chaqueta ( kandys ) al estilo asirio"; esto se ha tomado como una posible, pero no definitiva, alusión a la posibilidad de que su lengua materna fuera un dialecto arameo. 

## Historia

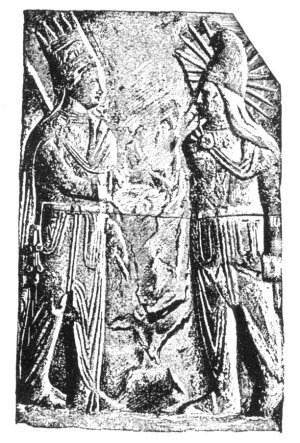
Mitra-Helios, con un gorro frigio con rayos solares, con Antíoco I de Comagene (monte Nemrut,).

Comagene fue originalmente un pequeño reino sirio-hitita, ubicado en el actual centro-sur de Turquía, con su capital en Samósata (actual Samsat, cerca del Éufrates). Se mencionó por primera vez en textos asirios como Kummuhu, y normalmente era un aliado de Asiria, pero finalmente se anexó como una provincia en el 708 a. C., bajo Sargón II. El Imperio aqueménida conquistó Comagene en el siglo VI a. C. y Alejandro Magno conquistó el territorio en el siglo IV a. C. Después de la descomposición del Imperio de Alejandro Magno, la región se convirtió en parte del dominio seléucida y Comagene surgió en el año 163 a. C., como un estado y una provincia en el Imperio seléucida. 
El reino helenístico de Comagene, delimitado por Cilicia en el oeste y Capadocia en el norte, surgió en el 162 a. C. cuando su gobernador, Ptolomeo, un sátrapa del desintegrado Imperio seléucida, se declaró independiente. La dinastía de Ptolomeo estaba relacionada con los reyes partos, pero su descendiente Mitrídates I de Comagene (109-70 a. C.) abrazó la cultura helenística y se casó con la princesa griega siria Laódice VII Tea. Su dinastía podría así reclamar lazos tanto con Alejandro Magno como con los reyes persas aqueménidas. Este matrimonio también pudo haber sido parte de un tratado de paz entre Comagene y el Imperio seléucida. A partir de este momento, el Reino de Comagene se hizo más griego que persa. Con Sofene, fue un importante centro para la transmisión de la cultura helenística y romana en la región. Los detalles son incompletos, pero se cree que Mitrídates aceptó la soberanía armenia durante el reinado de Tigranes II el Grande. 
El hijo de Mitrídates y Laódice fue el rey Antíoco I de Comagene (reinó entre 70 y 38 a. C.). Antíoco fue un aliado del general romano Pompeyo durante las campañas de este último contra Mitrídates VI en 64 a. C. Gracias a sus habilidades diplomáticas, Antíoco pudo mantener a Comagene independiente de los romanos. En 17 d. C., cuando murió Antíoco III de Comagene, el emperador Tiberio anexó Comagene a la provincia de Siria. Según Josefo, este movimiento fue apoyado por la nobleza local, pero la gente común se opuso, y prefirió permanecer bajo sus reyes como antes; Tácito, por otro lado, afirma que «los romanos fueron los preferidos, pero son otros los que gobiernan realmente».
En 38, Calígula reinstaló al hijo de Antíoco III, Antíoco IV, y también le concedió las áreas silvestres de Cilicia para que las gobernase. Antíoco IV fue el único rey cliente de Comagene bajo el Imperio romano. Depuesto por Calígula y restaurado nuevamente tras el acceso de Claudio en el 41, Antíoco reinó hasta el 72, cuando el emperador Vespasiano depuso a la dinastía y volvió a anexar definitivamente el territorio a Siria, actuando así por las denuncias de que Antíoco estaba a punto de rebelarse de los romanos informado por el gobernador Caesennius Paetus. La Legio VI Ferrata, que Peto condujo a Comagene, no tuvo resistencia de la población; una batalla de un día con los hijos de Antíoco, Epífanes y Calínico, terminó de manera indecisa, y Antíoco se rindió. La Legio III Gallica ocupó la zona en el 73. Una carta del siglo I en siríaco, de Mara Bar Serapion, describe como los refugiados huyeron de los romanos a través del Éufrates y lamenta la negativa de los romanos a dejar que los refugiados regresaran; esta carta podría describir la toma romana del año 18 o del 72. Los descendientes de Antíoco IV vivieron prósperamente y con distinciones en Anatolia, Grecia, Italia y el Oriente Medio. Como testimonio de los descendientes de Antíoco IV, los ciudadanos de Atenas erigieron un monumento funerario en honor a su nieto Filopapos, quien fue un benefactor de la ciudad, después de su muerte en 116. Otro descendiente de Antíoco IV fue el historiador Gaius Asinius Quadratus, que vivió en el siglo III.

## Geografía
Comagene se extendió desde la orilla derecha del Éufrates hasta el Tauro y las montañas Amanus. Estrabón, quien se refiere a Comagene como parte de Siria, señala la fertilidad del reino. Su capital y ciudad principal era Samósata (actualmente sumergida bajo la presa de Atatürk ). 

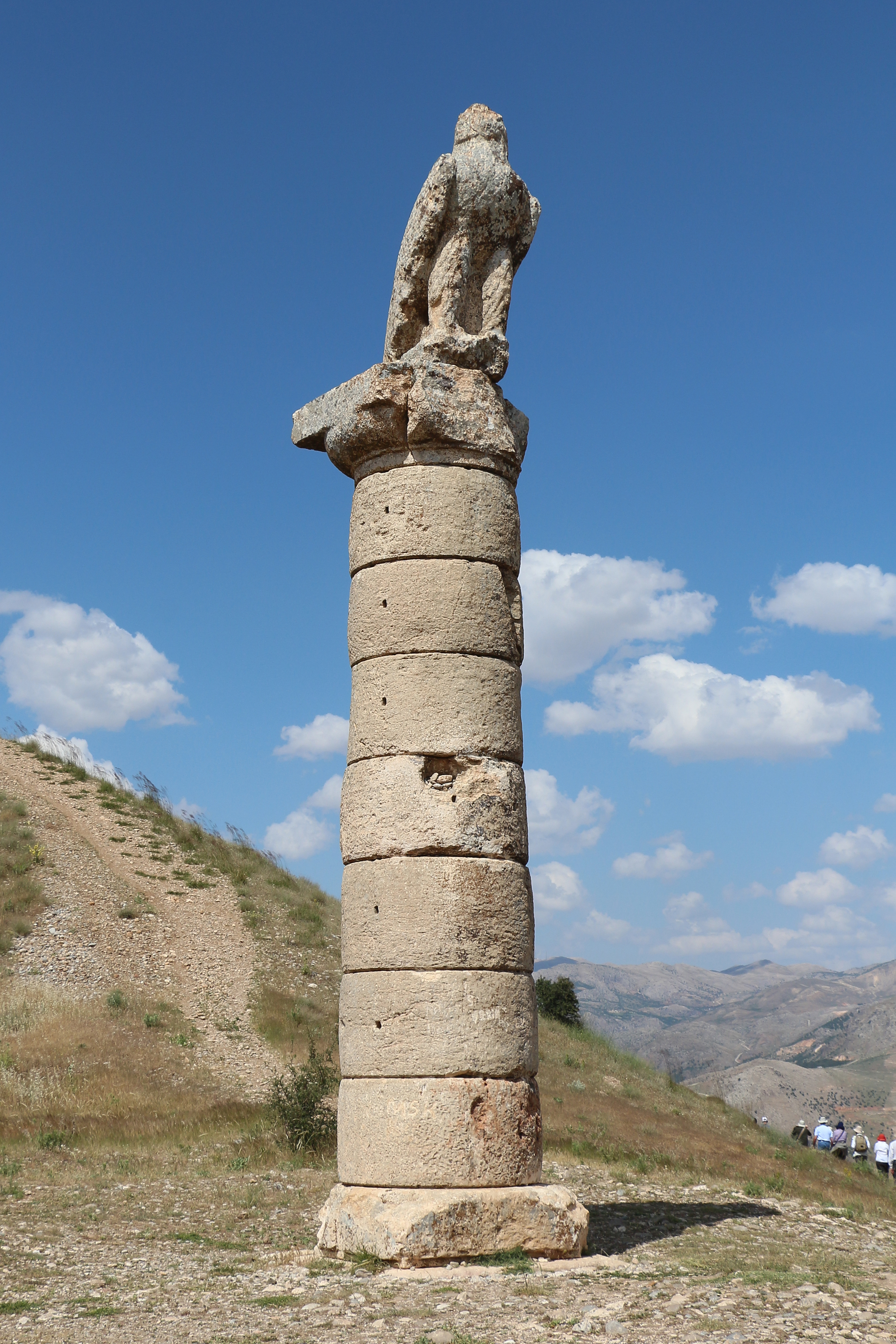
Columna rematada por el águila del túmulo real en Karakuş

Los límites de Comagene fluctuaron con el tiempo. Bajo Antíoco Teos, el reino de  Comagene controlaba un área particularmente grande. Doliche estuvo bajo el dominio comageniano "durante unos 35 años";  después de ser gobernada por Antíoco Teos, podría haberse incorporado a la provincia romana de Siria ya en 31 a. C. Germanicea era una ciudad comageniana en la época romana, aunque originalmente no lo fue.  Por otro lado, Zeugma, mientras estuvo gobernada durante un tiempo por Comagene, fue considerada popular y tradicionalmente como perteneciente a la región de Cyrrhestica;  Estrabón dice que había sido agregada a Comagene por Pompeyo.

## Restos arqueológicos
Cuando los romanos conquistaron Comagene, el gran santuario real en el monte Nemrut fue abandonado. Los romanos saquearon los túmulos de enterramientos y la Legio XVI Flavia Firma construyó un puente. Los grandes bosques de los alrededores fueron talados y limpiados por los romanos para obtener madera y carbón, causando una gran erosión en la zona.
Otro sitio arqueológico importante que data del Reino de Comagene es el santuario de Zeus Soter en Damlıca, dedicado en la época de Mitrídates II.  
En Comagene, hay una columna coronada por un águila en un montículo, con el nombre de Karakuş, o Pájaro Negro. Una inscripción indica la presencia de una tumba real que albergaba a tres mujeres. Esa tumba también ha sido saqueada. Las principales excavaciones en el sitio fueron llevadas a cabo por Friedrich Karl Dörner de la Universidad de Münster. Otro sitio de entierro real está en Arsameia, que también sirvió como residencia de los reyes de Comagene.
Muchos de los artefactos antiguos del Reino de Comagene se exhiben en el Museo Arqueológico de Adıyaman. 